# Agwé
Agwé (también llamado Goue, Agoueh o Agive), es un loa del vudú haitiano que gobierna sobre el mar, los peces y las plantas acuáticas, así como el patrón de los pescadores y marineros especialmente en Haití. Se considera que está casado con Erzulie Freda y La Sirene o Mami Wata. 
Sus colores son azul, blanco y, en ocasiones, verde mar o marrón. Su vevé (símbolo ritual) es un barco con velas. Sus símbolos son conchas pintadas, remos pintados y vida marina como el caballito de mar y las estrellas de mar. Está sincretizado con el santo católico Ulrico de Augsburgo y, ocasionalmente, con el arcángel Rafael, ambos representados con peces. Durante el ritual, él es saludado con el soplar de una caracola. Su día santo es el jueves al igual que Damballa.